# Шекинская ханская мечеть
Шекинская ханская мечеть (азерб. Şəki xan məscidi) — историко-архитектурный памятник XVIII века. Расположен в городе Шеки, Азербайджан.
Мечеть была включена в список недвижимых памятников истории и культуры местного значения решением № 132 Кабинета Министров Азербайджанской Республики от 2 августа 2001 года.
7 июля 2019 года «исторический центр Шеки вместе с Ханским дворцом» был включен в Список всемирного наследия ЮНЕСКО. Шекинская ханская мечеть, расположенная в историческом центре Шеки, также включена в список Всемирного наследия.
Мечеть расположена на территории национального историко-архитектурного заповедника Юхары баш.

## История

### Первые периоды
Город Шеки в период правления хана Мухаммеда Хусейн-хана переживал небывалый подъем. Улучшилась жизнь народа, были возведены мечети, крепостная стена. Одним из лучших архитектурных творений времён правления Мухаммеда Хусейн-хана и считается Ханская мечеть, построенная в 1769/70 годах недалеко от базарной площади, в квартале Базарбашы.
При строительстве мечети использовались местные строительные материалы – речной камень, обожженный кирпич, известь, керамит, дуб, орешник, тополь. У мечети имеется внешняя арочная галерея. Минарет, включенный в общий комплекс мечети, делает зодческий вид мечети еще красивее. Внутреннее убранство мечети очень простое, разноцветные окна-панно добавляют красок интерьеру. Расположенные во дворике мечети чинары и бассейн добавляют особой красочности всему комплексу.
Рядом с мечетью расположено кладбище с надгробиями, украшенными особыми узорами и орнаментом. Здесь похоронены шекинские ханы, члены их семей и родственники. Поэтому кладбище именуется Ханским кладбищем. Всего на кладбище расположено 13 могил.

### В советское время
В советское время мечеть вначале использовалась как склад, а в период с 1978 по 1994 год как Дом интеллигенции. В 1994 году местные жители отремонтировали и восстановили мечеть.
После советской оккупации с религией начали официально бороться с 1928 года. В декабре того же года ЦК Коммунистической партии Азербайджана передал многие мечети, церкви и синагоги клубам для использования в образовательных целях. Если в 1917 году в Азербайджане было 3000 мечетей, то в 1927 году их было 1700, а в 1933 году — 17.
Мечеть Шеки-хана также использовалась как кокон-склад и «Дом интеллигенции» после оккупации.
6 марта 1968 года постановлением Совета Министров Азербайджанской ССР в исторической части Юхары баш города Шеки был создан «Государственный историко-архитектурный заповедник «Ухари Баш».  Находящаяся здесь мечеть Шеки-Хана также относится к территории заповедника.
Хотя проект реставрации мечети был подготовлен еще в 1981 году, в последующие годы ничего не делалось.

### После обретения независимости
Мечеть была включена в список недвижимых памятников истории и культуры местного значения решением № 132 Кабинета Министров Азербайджанской Республики от 2 августа 2001 года.
С 2001 года историческая часть города Шеки выбрана кандидатом в Список всемирного наследия ЮНЕСКО. 7 июля 2019 года «Исторический центр Шеки вместе с Ханским дворцом» был включен в Список всемирного наследия ЮНЕСКО. Решение было принято на 43-й сессии Комитета всемирного наследия ЮНЕСКО, прошедшей в Бакинском конгресс-центре. Мечеть Шеки-хана, расположенная в историческом центре Шеки, также включена в список Всемирного наследия.
В 1992 году мечеть была передана религиозной общине «Новое азербайджанское исламское общество». Споры возникли вокруг мечети из-за того, что они все время держат мечеть закрытой, а также из-за того, что они не позволяют молиться другим верующим, не являющимся членами их общины. Кроме того, община отказалась проходить официальную государственную регистрацию. В 2010 году Шекинский суд вынес постановление об освобождении «Ханской мечети» и передаче ее в управление культуры. После нескольких лет судебных тяжб мечеть была возвращена и поставлена на баланс Государственного агентства по туризму Азербайджанской Республики.

### Реставрация
В мае 2021 года Фонд Гейдара Алиева начал реставрационные работы в мечети Шеки-Хана. До реставрации здесь проводились исследовательские работы сотрудниками Института археологии и этнографии НАНА. Археологическую экспедицию возглавил Заур Гасанов. 3 июня 2021 года при раскопках под михрабом были обнаружены крупногабаритные плотные камни. Реставрационные работы здесь были прекращены, и после осмотра Шекинской археологической экспедицией в этой части была обнаружена могила. Обнаружение в могиле 52 бус и бронзовой головки четок подтвердило возможность того, что погребенный был человеком высокого религиозного или государственного статуса. Упоминание Салманом Мумтазом о захоронении Шекинского хана Мухаммед Хусейн-хан Мюштаг под алтарем Ханской мечети в его труде, а также другие факты привели к осмотру останков. Образцы были взяты из обнаруженного скелета и отправлены в лабораторию Оксфордского университета для радиоуглеродного и генетического анализа. Исследования и генетические анализы проводились в Великобритании, Австрии, Эстонии и Турции на основании обнаруженных образцов скелетов и образцов, взятых из других могил, принадлежащих династии Ханов, в районе мечети. На основании результатов лабораторных анализов и научного заключения Института археологии, этнографии и антропологии НАНА было подтверждено, что обнаруженная могила принадлежала шекинскому хану Мухаммаду Гусейн хану.
Реставрационные работы на территории комплекса мечети проводились на основании проекта, подготовленного Архитектурно-строительным университетом по заказу Государственного агентства по туризму. Для получения исходного изображения комплекса мечети в комплексе были проведены 3D измерения. В ходе реставрационных работ кирпичи, пришедшие в негодность из-за влияния климата, заменили новыми, а место переложили жженым кирпичом. Чтобы защитить кирпичи минарета от эрозии, был создан изоляционный слой из специальных материалов. Восстановлены окна и дверь, использовавшиеся Мохаммадом Гусейн-ханом при первоначальном строительстве мечети. По отзывам архитекторов предыдущее изображение двух окон было восстановлено с использованием сетки.
Поскольку фото потолка мечети нет, на потолке мечети Гёдек-минарет и Дворца шекинских ханов на основе совместного решения Государственного агентства по туризму и проектировщиков был собран новый потолок в сетевой конструкции. Внутренние и внешние стены здания восстановлены по фотографиям 1961 года.
Взамен старого бассейна во дворе мечети построен новый бассейн. Вокруг ханских платанов и других деревьев во дворе создана охранная зона. Восстановлены древние входные ворота и лестница мечети, а также надгробия на Ханском кладбище, расположенном южнее.
Наряду с мечетью здесь были отремонтированы несколько окружающих зданий и создан музей. Здесь представлены различные экспонаты периода Шекинского ханства, образцы материалов и культуры, собранные из разных источников. На первом этаже музея медные сосуды, национальные костюмы, украшения, относящиеся к периоду Шекинского ханства, настенные зеркала, украшавшие дома шекинских купцов в XVIII веке, перед ними по традиции расставлены муджру, образцы выставлено искусство Калагайи. На втором этаже - Шекинский ковер, различные принадлежности для ковроделия, книга Абдуллатифа Эфенди "История Шекинских ханов" и письменная литература периода Шекинского ханства, образец плетения, монеты, использовавшиеся в период Шекинских ханов. XVIII века, а также экспонируются образцы оружия XVIII–XIX веков.
На втором этаже есть гостевая комната. В этой части музыкальный инструмент уд, использовавшийся на литературных собраниях, организованных Шеки-ханом Мухаммадхусейн-ханом Муштаком, шахматная доска Мухаммадхусейн-хана, копия трона Шеки-хана Мухаммадхусейн-хана, изготовленная в 2014-2015 годах по изображениям в исторических источниках, представлена одежда хана, изготовленная по миниатюрным изображениям во Дворце шекинских ханов, боевой флаг Шекинского ханства и шекинского хана Салим-хана, использовавшийся в XVIII в..
2 декабря 2022 года после реставрации состоялось торжественное открытие комплекса мечети Шеки-Хана. В этот же день мечеть также была открыта для отправления религиозных обрядов.
Под михрабом были обнаружены крупные каменные плиты. Реставрационные работы в этой части были приостановлены. В результате раскопок на этом участке было обнаружено захоронение. В могиле были найдены 52 бусины и бронзовая головка четок.
На территории комплекса мечети создан музей. В музее выставлены экспонаты периода Шекинского ханства.
Мечеть входит в список памятников республиканского значения.

## Архитектура
Мечеть имеет длину 45 метров и ширину 10 метров. 21-метровый минарет мечети построен из обожженного кирпича и известкового раствора. При его строительстве использовались местные строительные материалы, такие как речной камень, жженый кирпич, известь, черепица, дуб, бук и тополь. Мечеть имеет внешнюю арочную галерею и минарет. Рядом с мечетью находится Ханское кладбище. Здесь похоронены шекинские ханы, члены их семей и родственники.

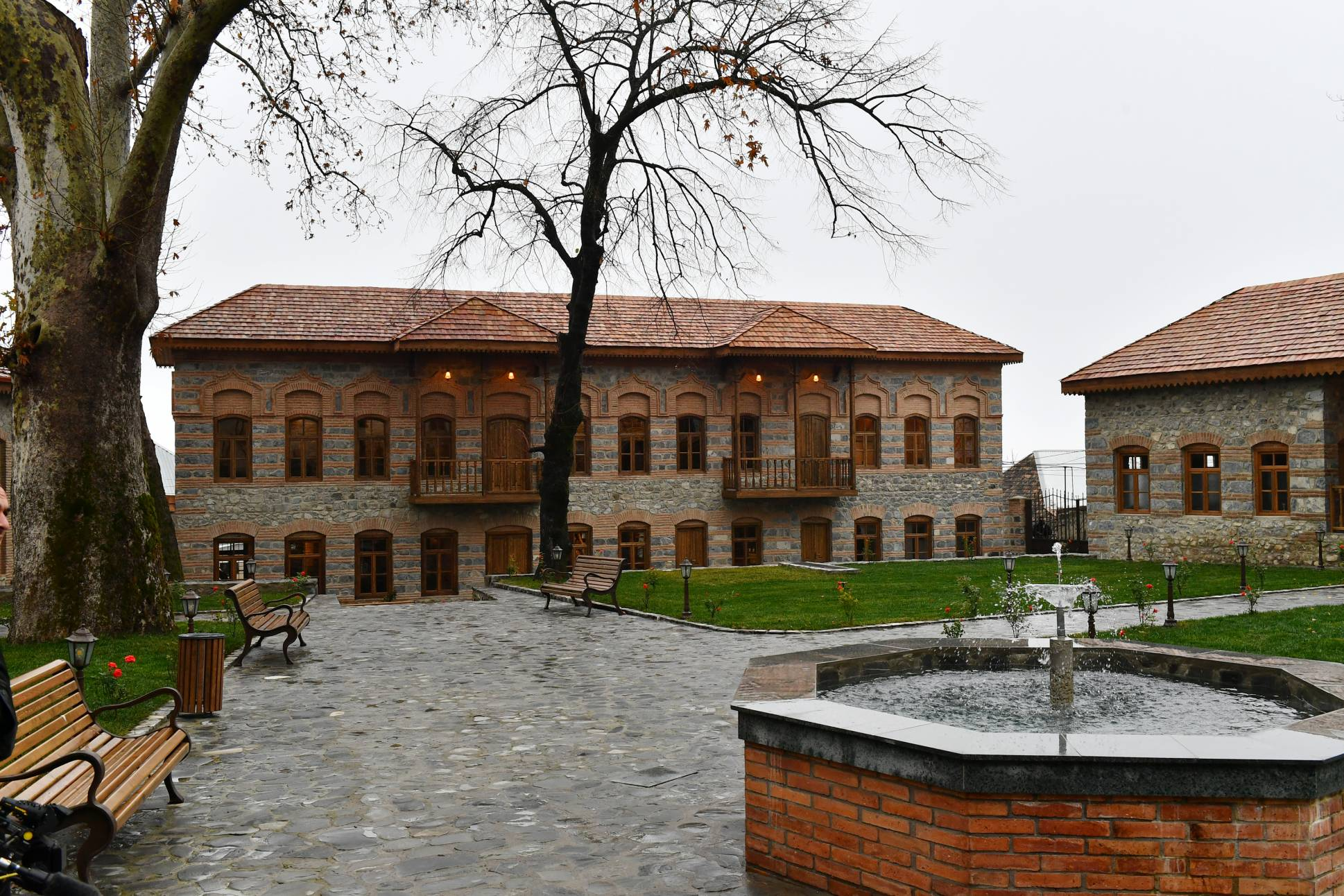
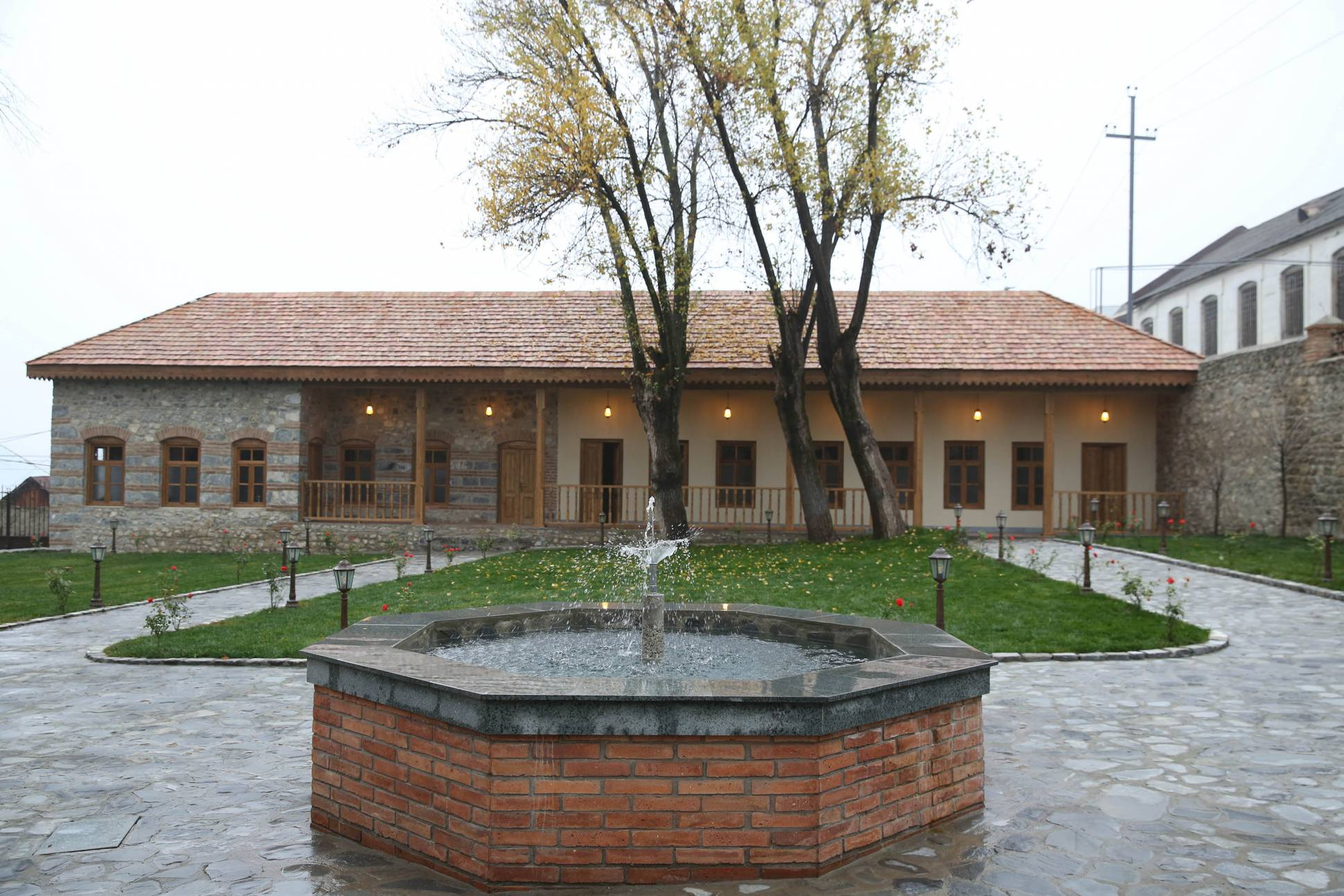
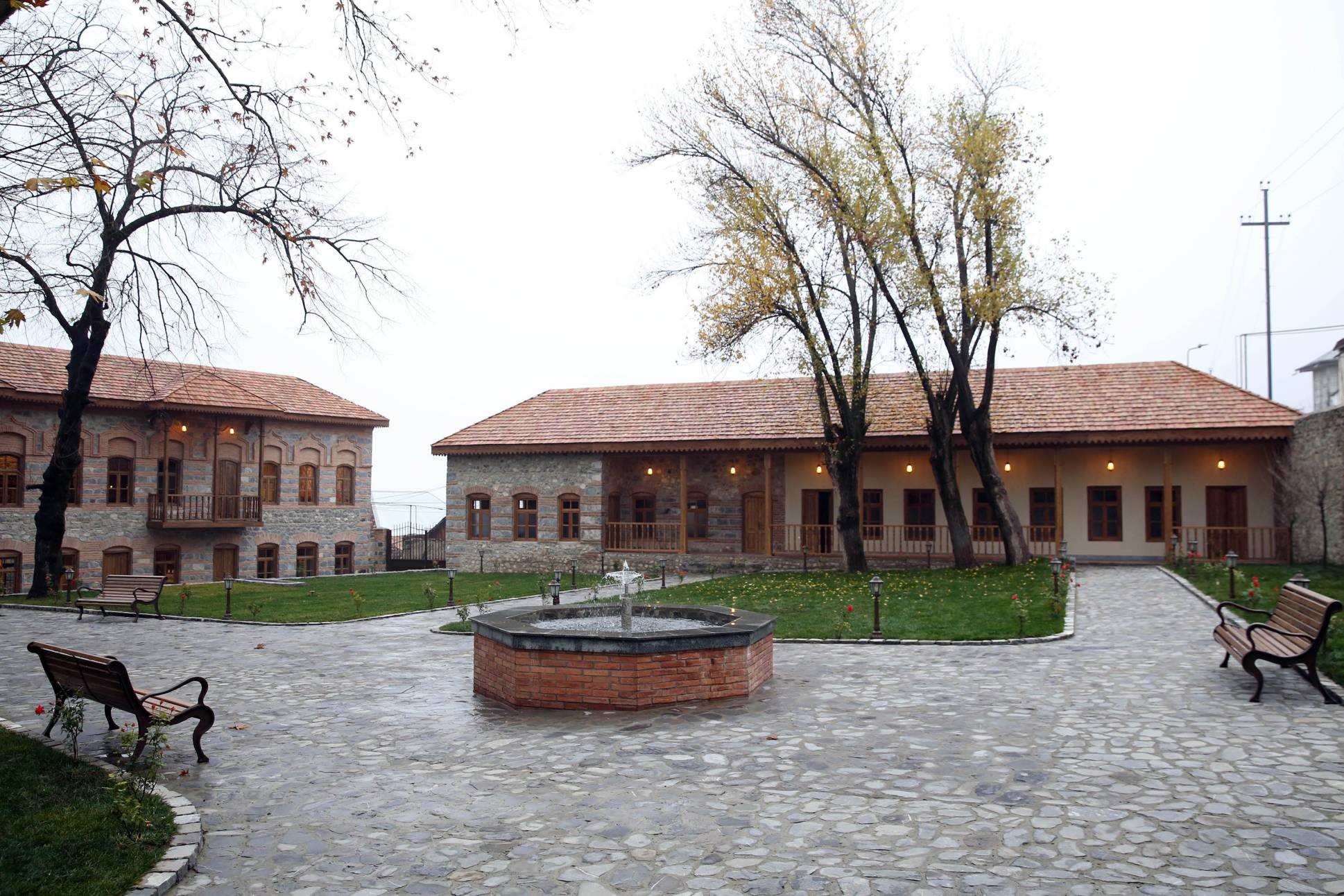
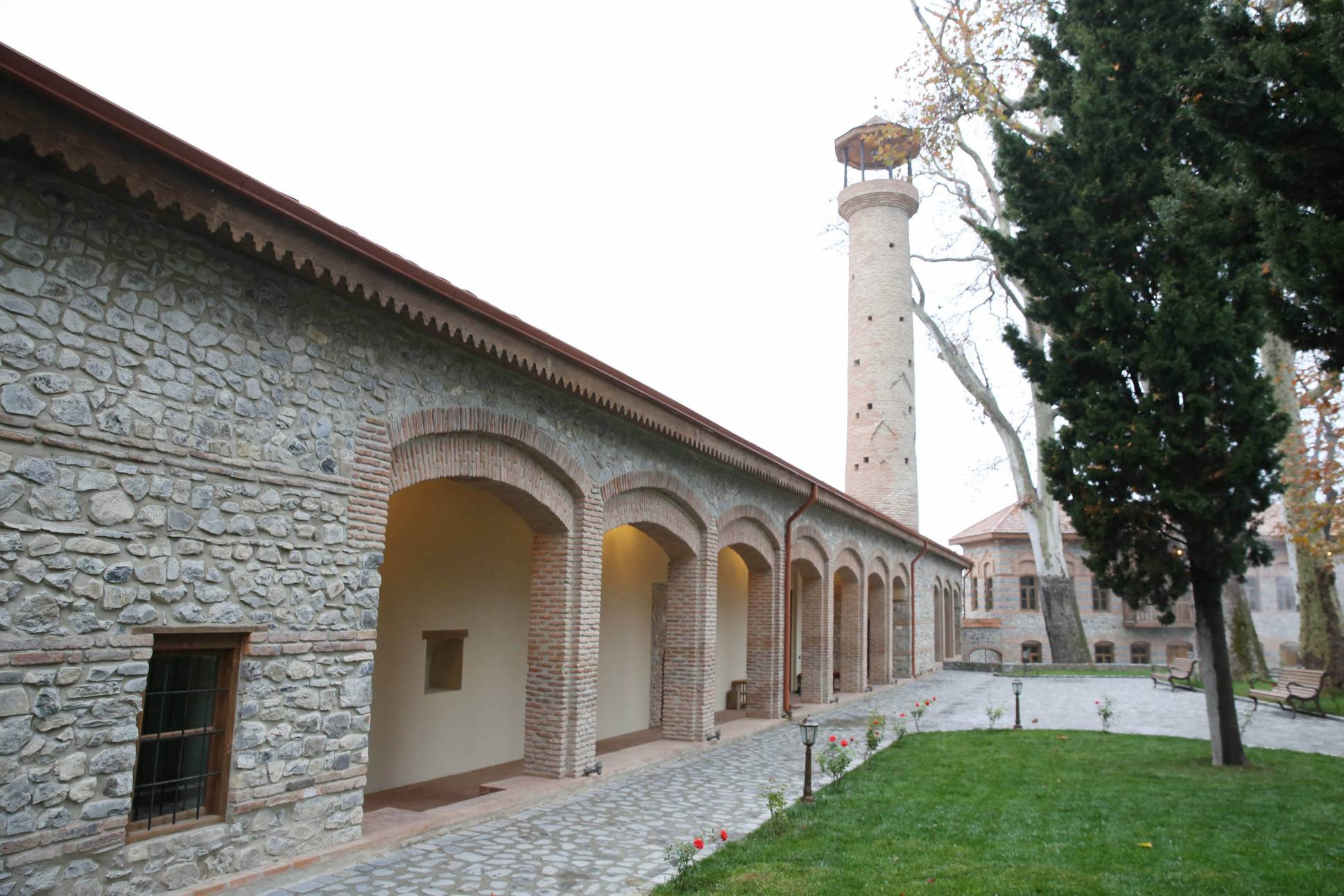
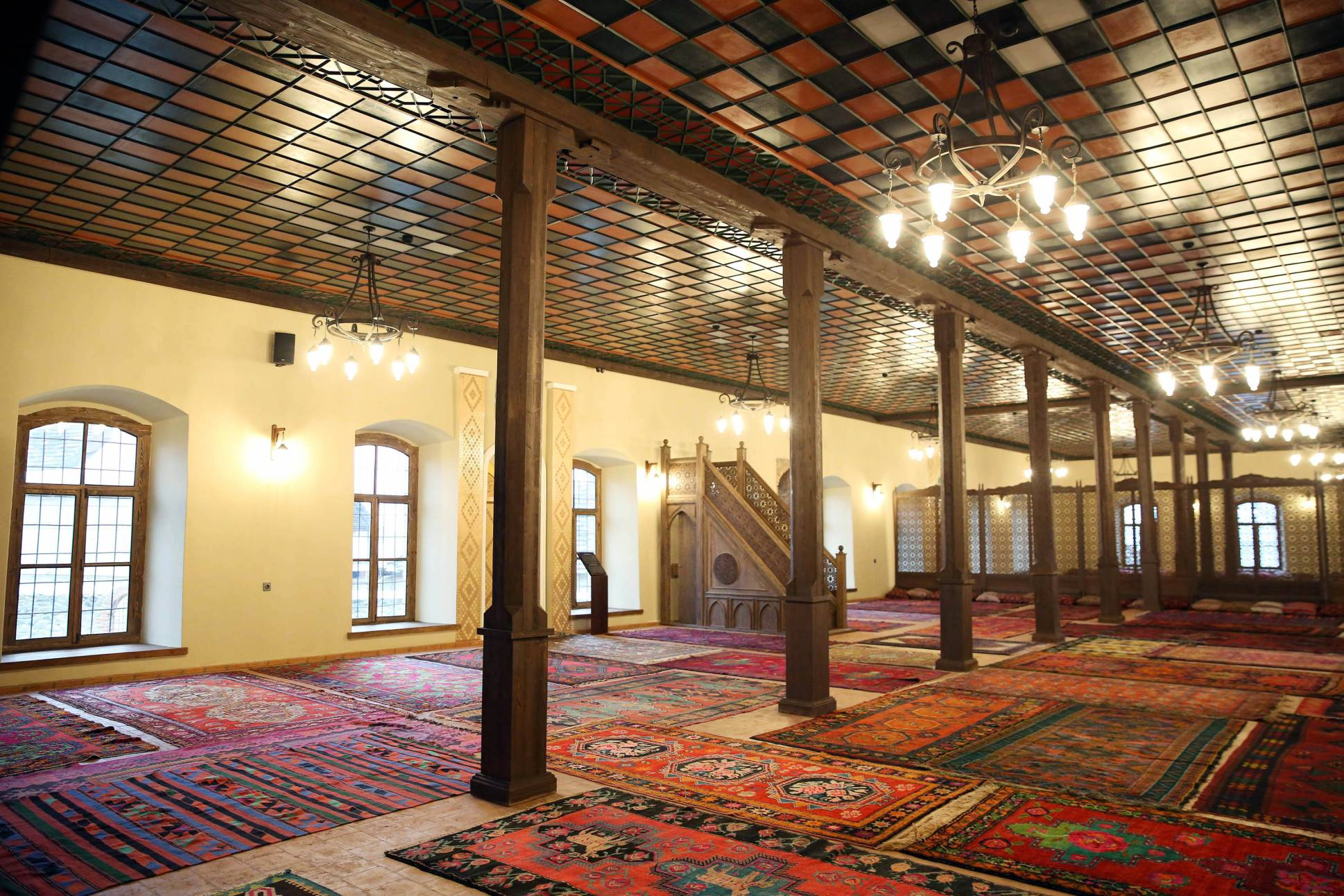
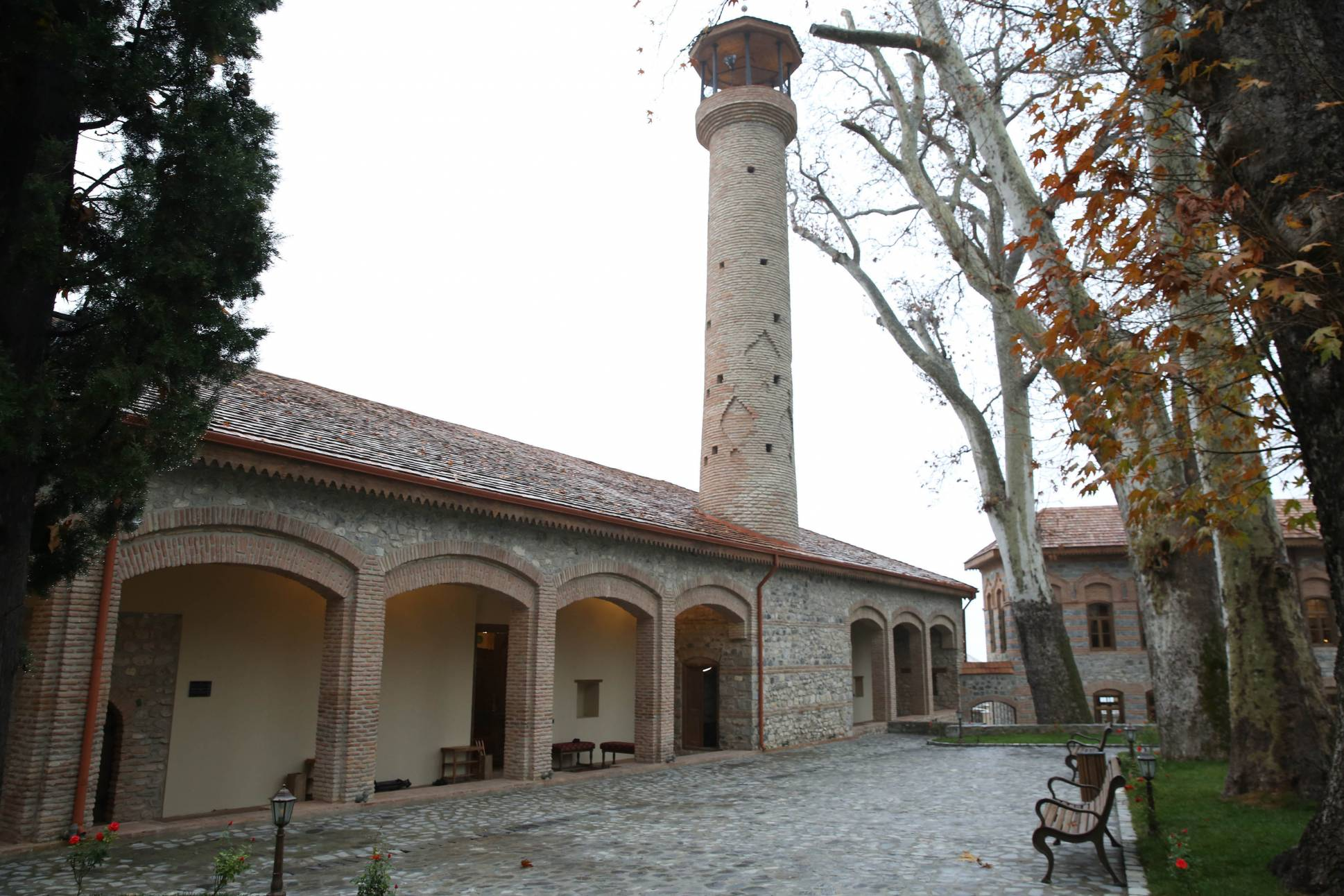
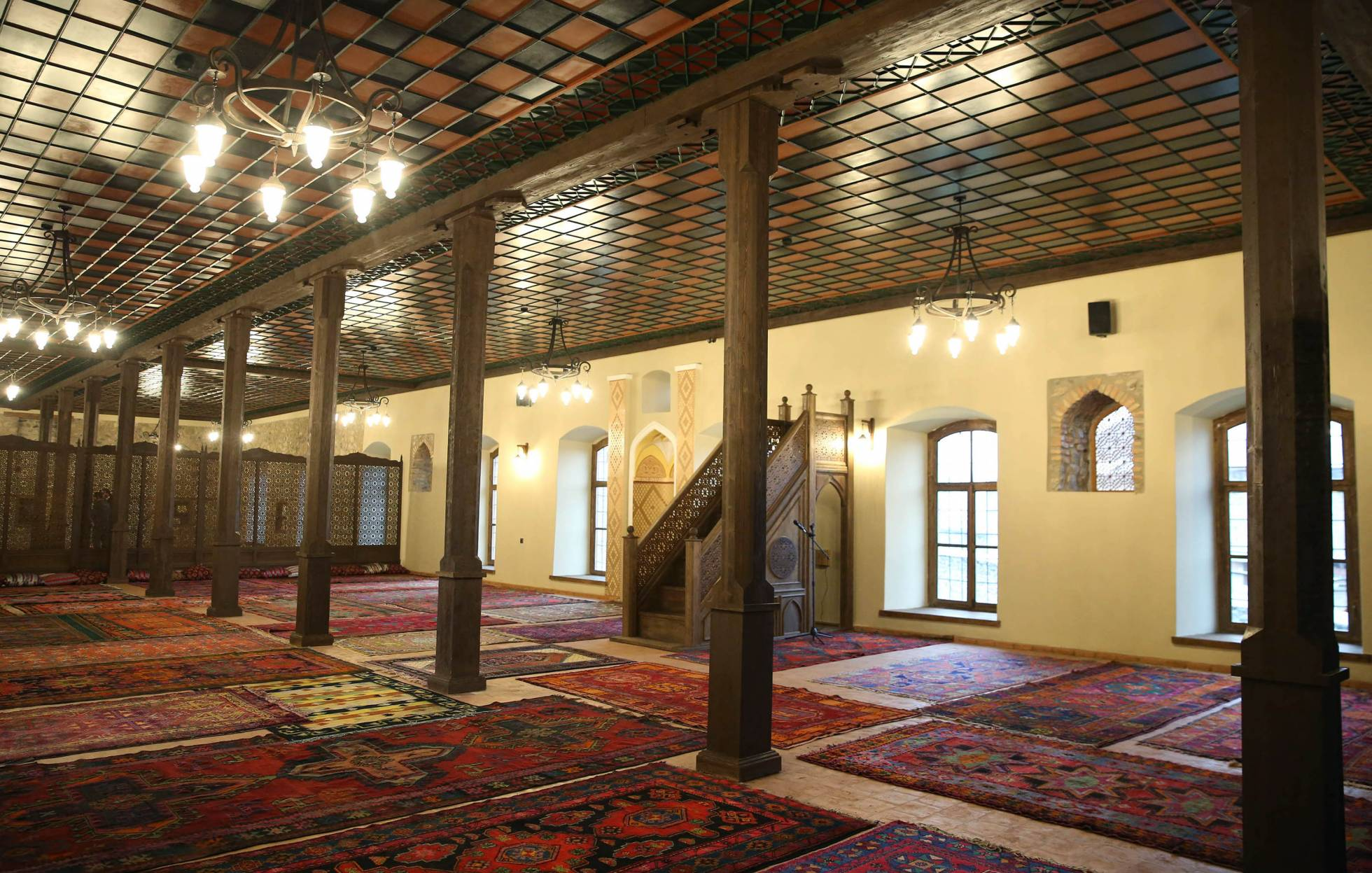
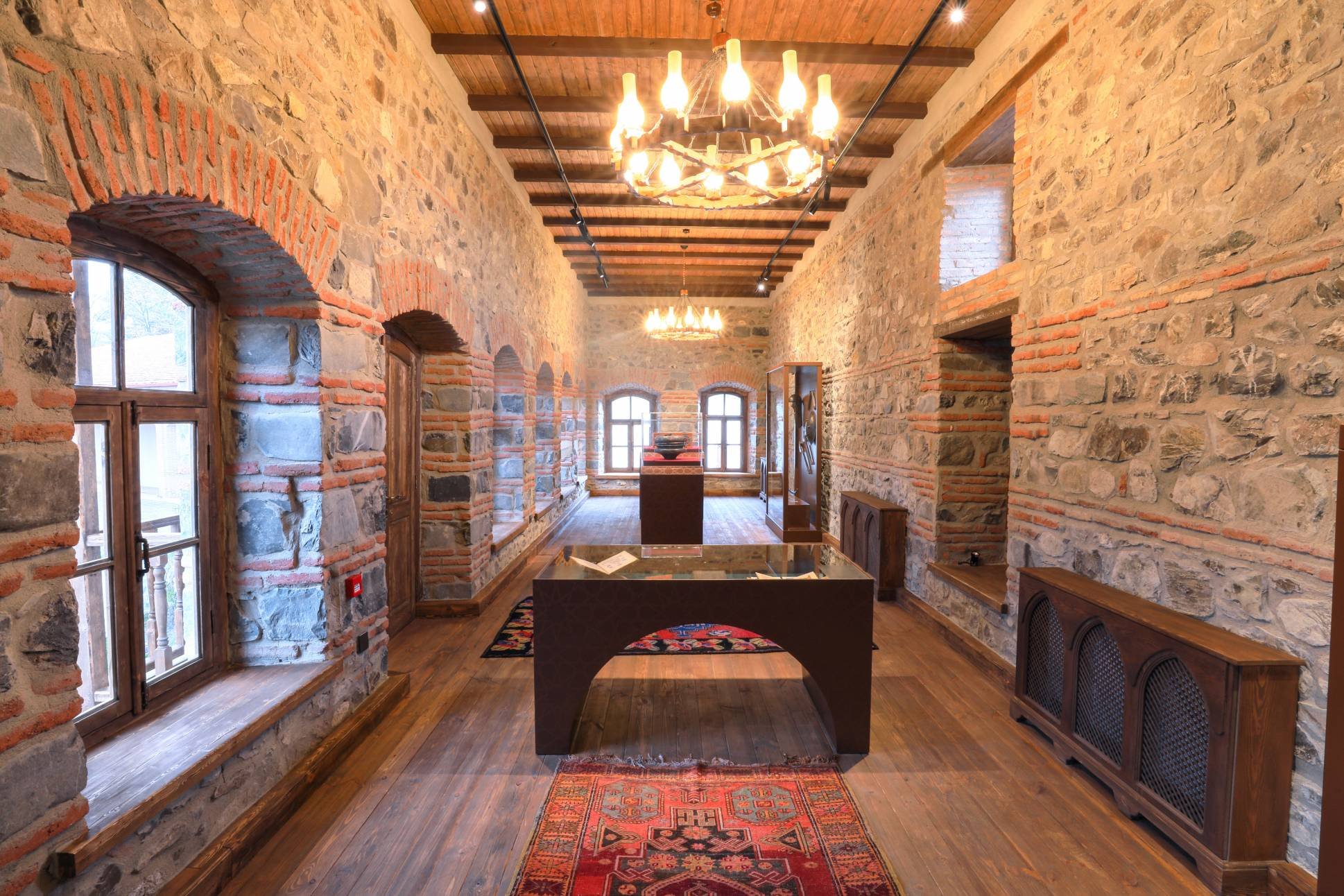
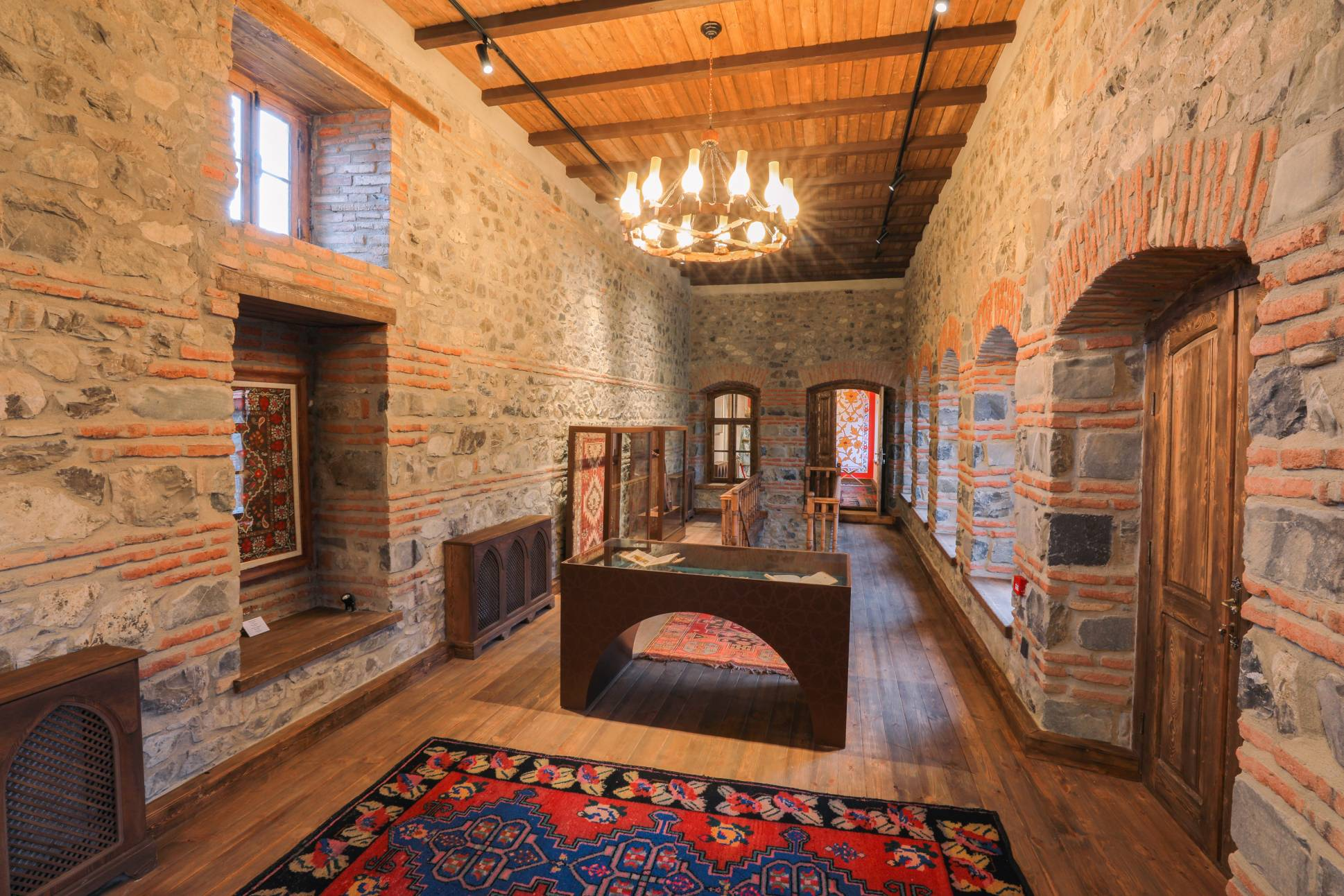
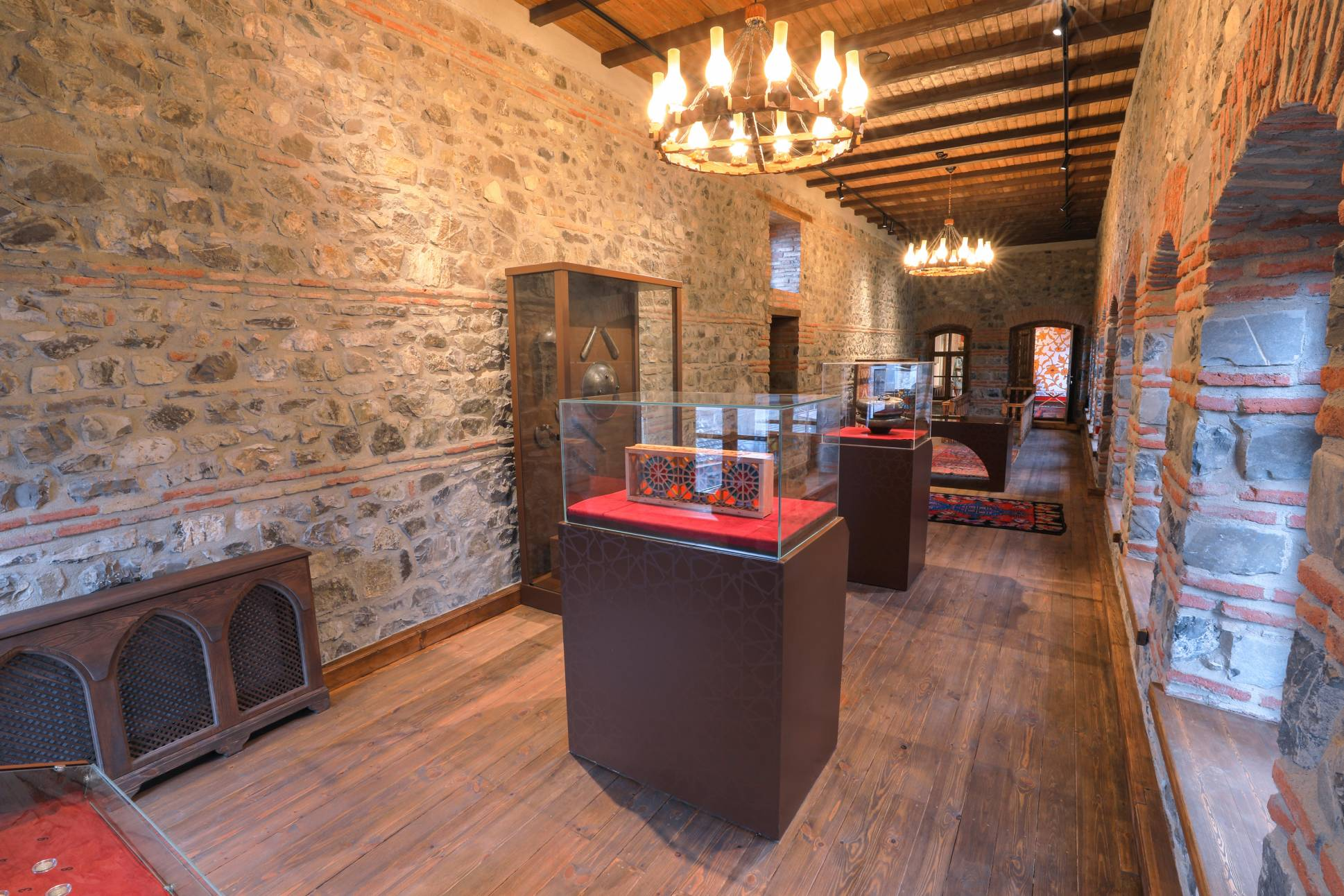
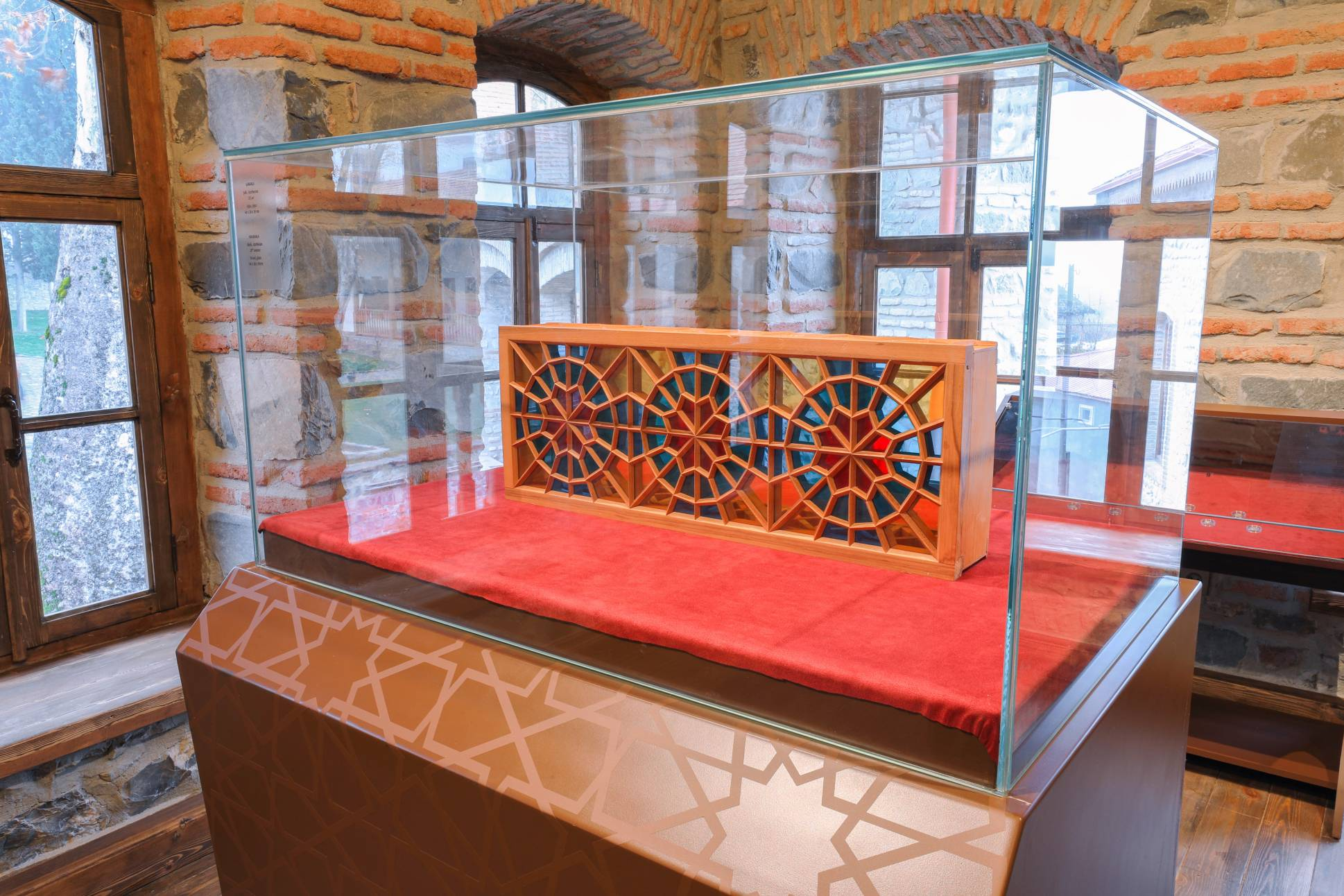
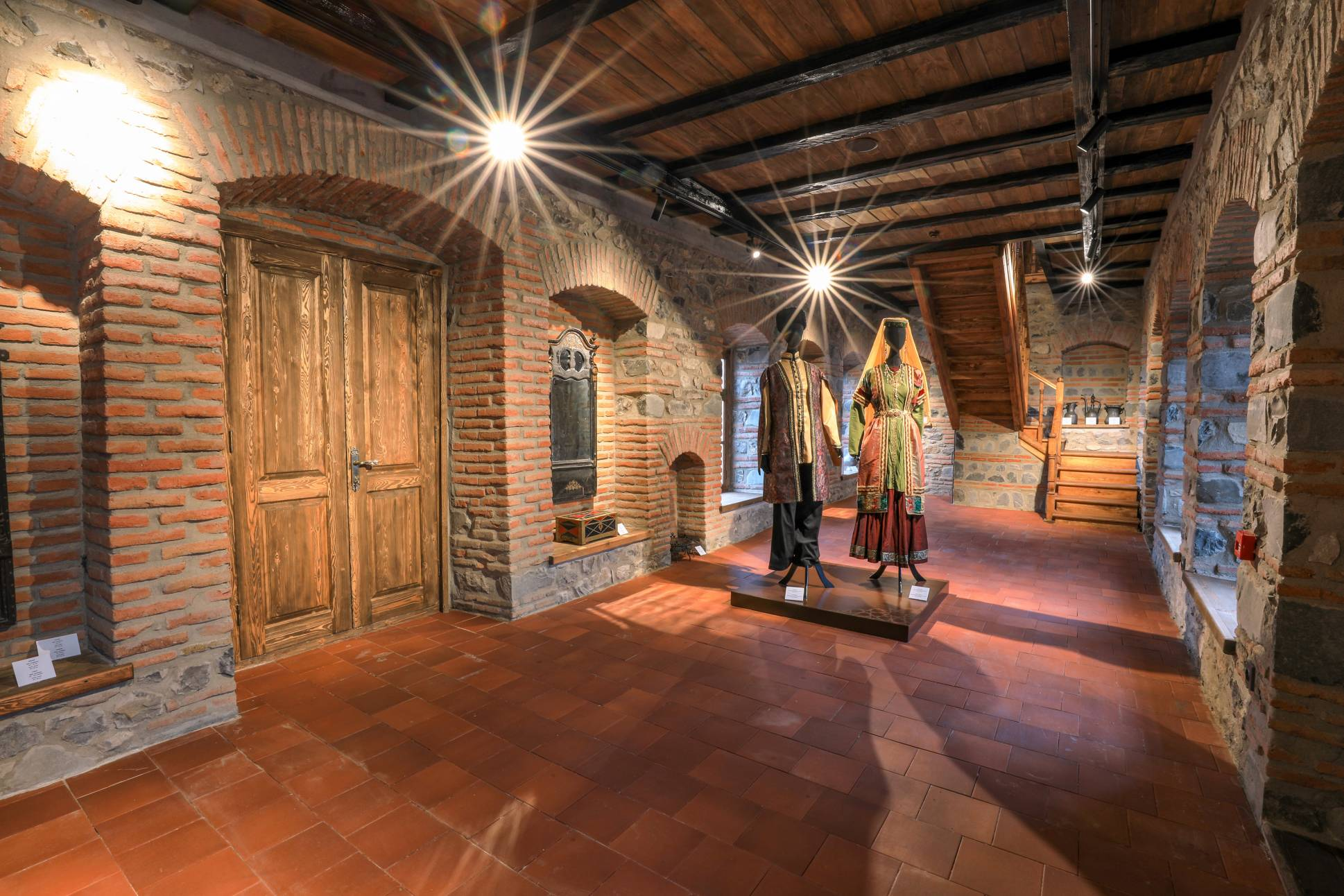